# Volksdeutscher Selbstschutz

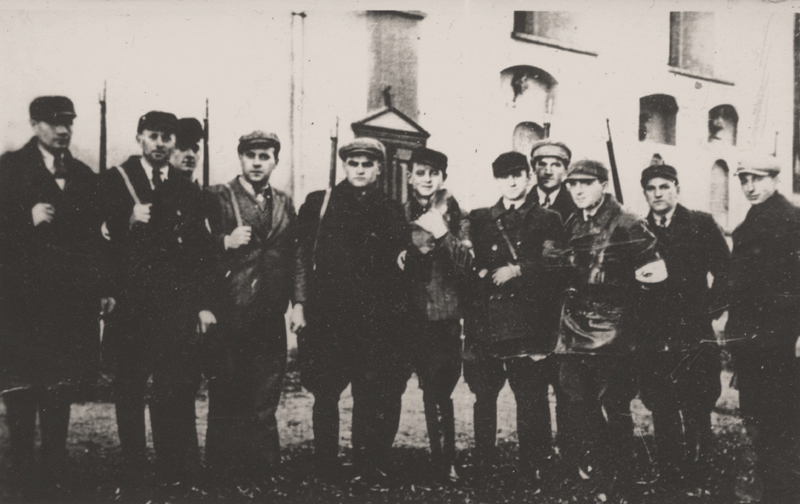
Członkowie Selbstschutzu z Łobżenicy

Volksdeutscher Selbstschutz – paramilitarna formacja złożona z przedstawicieli niemieckiej mniejszości narodowej zamieszkującej terytorium II Rzeczypospolitej, utworzona we wrześniu 1939 na okupowanych ziemiach polskich.
Selbstschutz utworzono oficjalnie podczas kampanii wrześniowej, jednak nazistowskie kierownictwo rozważało jego powołanie jeszcze przed rozpoczęciem wojny z Polską. W pierwszych miesiącach niemieckiej okupacji Selbstschutz uczestniczył w działaniach eksterminacyjnych wymierzonych w polską inteligencję, a brutalność i samowola jego członków budziła zaniepokojenie w kierownictwie SS. Do końca 1939 z rąk bojówek Selbstschutzu zginęły dziesiątki tysięcy Polaków, z czego najwięcej na terenach Pomorza.

## Geneza Selbstschutzu
I wojna światowa zakończyła się 11 listopada 1918 roku klęską sojuszu tzw. Państw Centralnych, w skład którego wchodziło Cesarstwo Niemieckie, Imperium Osmańskie i Austro-Węgry oraz zwycięstwem ententy, do której należały między innymi Wielka Brytania, Francja, Rosja, Serbia, Japonia, Włochy (od 1915) i Stany Zjednoczone (od 1917). Traktat wersalski podpisany 28 czerwca 1919 roku przez Niemcy, mocarstwa Ententy oraz państwa z nimi sprzymierzone i stowarzyszone, wprowadził nowy ład polityczny w Europie. Spowodowało to powstanie w Europie Środkowej i południowej licznych państw narodowych jak Polska, Czechosłowacja, Węgry, Królestwo SHS, Litwa, Łotwa i Estonia.
Na skutek klęski wojennej Niemcy utraciły część terenów na rzecz Francji, Danii i Polski. W przypadku Polski były to w większości terytoria, które wcześniej w latach 1772–1795 Królestwo Prus uzyskało po trzech rozbiorach I Rzeczypospolitej, a które stały się częścią Niemiec po zjednoczeniu Cesarstwa Niemieckiego w roku 1871 przez Ottona von Bismarcka. W wyniku 123 lat zaborów na terenach tych osiedliło się wielu niemieckich kolonistów, a część ludności uległa germanizacji na skutek celowej polityki Prus i Cesarstwa Niemieckiego. Zakończenie I wojny światowej dawało Polakom nadzieję na odzyskanie niepodległości i utworzenie własnego państwa. Niemcy mieszkający na tych terenach identyfikowali się z państwem niemieckim i nie chcieli mieszkać w Polsce. Doprowadziło to do szeregu sporów odnośnie do przynależności państwowej poszczególnych terytoriów, a w dalszej konsekwencji do konfliktów na tle narodowościowym między Niemcami a Polakami po I wojnie światowej. Do najważniejszych należały Powstania śląskie oraz Powstanie wielkopolskie. W czasie tych konfliktów Niemcy utworzyli pierwsze jednostki Selbstschutzu, które znalazły później swoją kontynuację w II RP.
Działania militarne jakie w wyniku tzw. „wojen o granice” ustanowiły granice między Niemcami a Polską nie zadecydowały ostatecznie o ich kształcie. W dalszym ciągu istniały sporne terytoria zamieszkane przez mieszaną polsko-niemiecką ludność, a ich przynależność państwowa pozostawała dyskusyjna. Do rozwiązania tego konfliktu włączyła się ententa, która zarządziła szereg plebiscytów, w których ludność miała zadecydować o przynależności państwowej poszczególnych terenów. Część z uznaniem wyników plebiscytów włączono do II Rzeczypospolitej i Republiki Weimarskiej, a część terenów przyłączono arbitralnie bez głosowania. Ostatecznie osiągnięto kompromis, który nie satysfakcjonował żadnej ze stron ponieważ w Polsce znalazły się obszary zamieszkane w większości przez Niemców, a w Niemczech przez Polaków. Stan ten był w późniejszym okresie źródłem licznych napięć na tle narodowościowym, który osiągnął eskalację wraz z wybuchem II wojny światowej.

## Działalność w międzywojennej Polsce

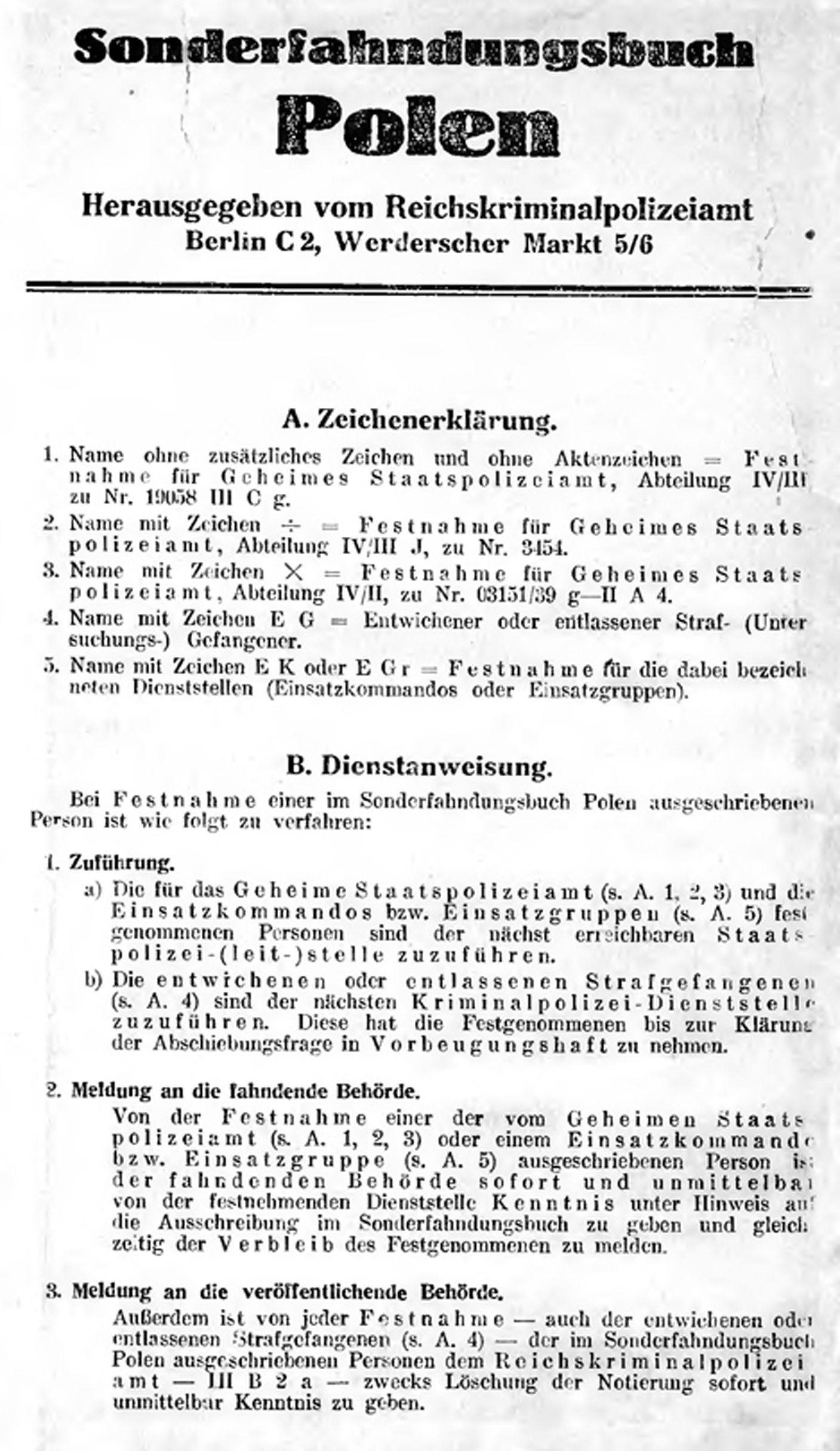
Sonderfahndungsbuch Polen – „Specjalna księga Polaków ściganych listem gończym” – strona tytułowa

W późnych latach 30. w Polsce i Czechosłowacji nastąpiła polityczna aktywizacja mniejszości niemieckiej. Wiązało się to bezpośrednio z dojściem do władzy nazistów w Niemczech, którzy deklarowali rewizję ustaleń traktatu wersalskiego oraz utworzenie tzw. Wielkich Niemiec (niem. Großdeutsches Reich). W III Rzeszy w roku 1936 Rudolf Heß powołał agencję partii nazistowskiej pod nazwą Hauptamt Volksdeutsche Mittelstelle (VoMi), którą rok później podporządkowano SS. Na czele tej agendy, której celem była rejestracja oraz zrzeszanie osób krwi niemieckiej, niebędących obywatelami Rzeszy i zamieszkałych poza jej granicami stanął Obergruppenführer SS Werner Lorenz. Oprócz oficjalnie deklarowanych celów VoMi zajmowało się również tworzeniem „piątych kolumn”, składających się z Niemców zamieszkujących inne państwa, którzy aktywnie uczestniczyli w przygotowaniach do wcielenia Austrii przez Rzeszę, wspomagających Konrada Henleina w jego dążeniach do odłączenia Kraju Sudetów (niem. Sudetenland) od Czechosłowacji i przyłączenia go do Niemiec, czy tworzeniu piątej kolumny przed atakiem na Polskę we wrześniu 1939 roku. Organizacji tej bezpośrednio podlegały m.in. organizacje narodowosocjalistyczne działające w przedwojennej Polsce: Partia Młodoniemiecka w Polsce (niem. Jungdeutsche Partei in Polen skrót JDP), która działała na terenie całej Polski; Zjednoczenie Niemieckie (niem. Deutsche Vereinigung, DtV) działające na (Pomorzu Gdańskim); Deutscher Volksbund (polski Górny Śląsk) i Deutscher Volksverband (Łódzkie). W sumie zrzeszały one 25% mniejszości niemieckiej mieszkającej na terenie II RP.
Organizacje te utrzymywały tajne kontakty z partyjnymi i państwowymi centralami berlińskimi: NSDAP, Auslandsorganisation, Gestapo, SD, Abwehrą i in. Prowadziły też wrogą działalność dywersyjną (szpiegowską, sabotażową, prowokacyjną, polityczno-destrukcyjną) opierając się na wytycznych przekazywanych z owych organizacji.
Na bazie członków niemieckich organizacji mniejszościowych o zabarwieniu pronazistowskim zorganizowano później paramilitarny Selbstschutz. Ich aktywiści prowadzili działalność wywiadowczą w Polsce, m.in. przygotowując listy proskrypcyjne Polaków. Za pośrednictwem kierownika Vomi, do szefa kancelarii Rzeszy – Hansa Lammersa, trafiały donosy mniejszości niemieckiej o „Polakach wrogo ustosunkowanych do niemczyzny”. Ich nazwiska znalazły się później na listach proskrypcyjnych Sonderfahndungsbuch Polen, według których odbywały się później aresztowania oraz likwidacja polskiej inteligencji w ramach Intelligenzaktion i operacji Tannenberg. Lista ta przygotowana została na polecenie Reinharda Heydricha przez kontrwywiad służby bezpieczeństwa SS tzw. Sicherheitsdienst w Berlinie we współpracy z niemiecką mniejszością zamieszkałą na terenie Polski i została wydrukowana w formie książki w lipcu 1939 roku w Berlinie przez centralę policji bezpieczeństwa i SD.
Na listy proskrypcyjne trafiło ponad 61 tysięcy nazwisk wybitnych Polaków „szczególnie niebezpiecznych dla Rzeszy”. Były to osoby, które w jakiś sposób zasłużyły się dla Polski lub naraziły się Niemcom. Sonderfahndungsbuch Polen zawierała w porządku alfabetycznym nazwiska działaczy politycznych, przedstawicieli świata kultury, szlachty polskiej, wybitnych ludzi nauki i sztuki, księży, uczestników polskich powstań niepodległościowych jak powstania wielkopolskiego i powstań śląskich z lat 1918–1921, aktywistów plebiscytowych na Mazurach, Warmii i Górnym Śląsku, członków Polskiego Związku Zachodniego, Polskiego Towarzystwa Gimnastycznego „Sokół”, Związku Harcerstwa Polskiego w Niemczech i Związku Polaków w Niemczech. Szacuje się, że 90% Polaków, którzy się na niej znaleźli zostało zamordowanych lub trafiło na ich podstawie do obozów koncentracyjnych już w pierwszych latach okupacji niemieckiej.
Już w październiku 1938 agenci Sicherheitsdienstu organizowali zaczątki Selbstschutzu na terenie Polski. Przedstawiciele mniejszości niemieckiej, którzy posiadali polskie obywatelstwo otrzymywali szkolenie w zakresie sabotażu oraz walki partyzanckiej. Była to organizacja silna liczebnie i bardzo niebezpieczna ze względu na dobrą znajomość lokalnych stosunków w przedwojennej Polsce.

## Udział Selbstschutzu w kampanii wrześniowej

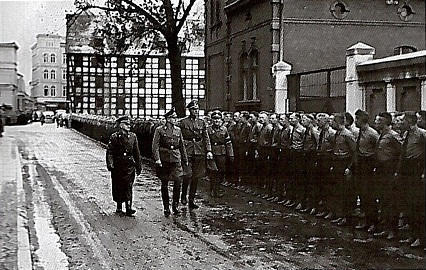
Inspekcja jednostki bydgoskiego Selbstschutzu w 1939. Maszerują od lewej: Josef Meier, dowódca struktur Selbstschutzu w powiecie bydgoskim; nadburmistrz Bydgoszczy Werner Kampe oraz Ludolf-Hermann von Alvensleben

Pierwsze działania militarne mniejszości niemieckiej rozpoczęły się wraz z agresją III Rzeszy na Polskę 1 września 1939, gdzie konspiracyjne jednostki Selbstschutzu rozpoczęły działania zbrojne przeciwko ludności polskiej i polskim siłom zbrojnym, jednocześnie podejmując działania sabotażowe, mające na celu wspomożenie niemieckiej inwazji. W zajętych przez Wehrmacht miejscowościach powstawały mniej lub bardziej spontanicznie bojówki złożone z przedstawicieli mniejszości niemieckiej. Przyjmowały one różne nazwy – np. Hilfspolizei, Heimwehr, Bürgerwehr (pol. „policja pomocnicza”, „straż krajowa”, „straż obywatelska”). Na Górnym Śląsku były to tzw. freikorpusy tworzone z inicjatywy kierownika partii młodoniemieckiej Rudolfa Wiesnera, z których najbardziej znany był Freikorps Ebbinghaus. W Toruniu tego typu formację zorganizowano już 8 września 1939 – a więc 24 godziny po rozpoczęciu okupacji miasta. Na bazie tych bojówek zorganizowano później paramilitarny Selbstschutz. Już 1 września w komunikacie sztabu armii „Pomorze” zanotowano, że „uzbrojone bandy miejscowej ludności niemieckiej mordują Polaków”.
Decyzję o utworzeniu Selbstschutzu na ziemiach polskich zajętych przez wojska niemieckie podczas kampanii wrześniowej podjęto w Berlinie między 8 a 10 września 1939 roku, na konferencji w tej sprawie pod kierownictwem H. Himmlera. Konieczność jej powstania argumentowano rzekomymi morderstwami dokonywanymi przez Polaków na mniejszości niemieckiej w Polsce. Oficjalnie Selbstschutz powołany został rozkazem Reichsführera SS Himmlera z dnia 20 września 1939. Polecił on wówczas szefowi Urzędu Uzupełnień SS (SS-Ergänzungsamt), Gottlobowi Bergerowi, zorganizować samoobronę volksdeutschów na okupowanych ziemiach polskich. 7 października 1939 Himmler wydał natomiast tymczasowe wytyczne w sprawie organizacji Selbstschutzu (vorläufige Richtlinien für die Organisation des Selbstschutzes in Polen). Przewidywały one, że formacja ta będzie formalnie podlegać lokalnym dowódcom policji porządkowej, a w jej skład będą wchodzić wszyscy zdolni do noszenia broni volksdeutsche w wieku od 17 do 45 lat. Była to jednak tylko urzędowa formalność ponieważ organizacja ta de facto działała już wcześniej w warunkach konspiracji na terenie całej Polski.
W połowie września chaotyczne i niezależne działania organizacji zostały bezpośrednio podporządkowane oficerom SS. Na czele ugrupowania stanął SS-Oberführer Gottlob Berger, zaś w poszczególnych rejonach okupacji niemieckiej takich jak Prusy Zachodnie, Górny Śląsk, czy rejon Kraju Warty ustawiono lokalnych dowódców. Podczas gdy SS nadzorowało całość operacji, lokalne jednostki pozostawały pod kontrolą liderów mniejszości niemieckiej, którzy już przed wojną wykazywali aktywność oraz udowodnili swoje zaangażowanie już na początku wojny.
Po kampanii wrześniowej przywódcy mniejszości niemieckiej w Polsce, którzy wyróżnili się w 1939 roku otrzymali z rąk Adolfa Hitlera złotą odznakę NSDAP za zasługi dla III Rzeszy. W ten sposób nagrodzeni zostali Ludwig Wolff z Łodzi, Otto Ulitz z Katowic, gauleiter Josef Wagner z Wrocławia, burmistrz Rudolf Wiesner z Bielska-Białej, senator Erwin Hasbach z Ciechocinka, baron Gero von Gersdorff z Wielkopolski, Weiss z Jarocina.

## Liczebność i struktura organizacyjna

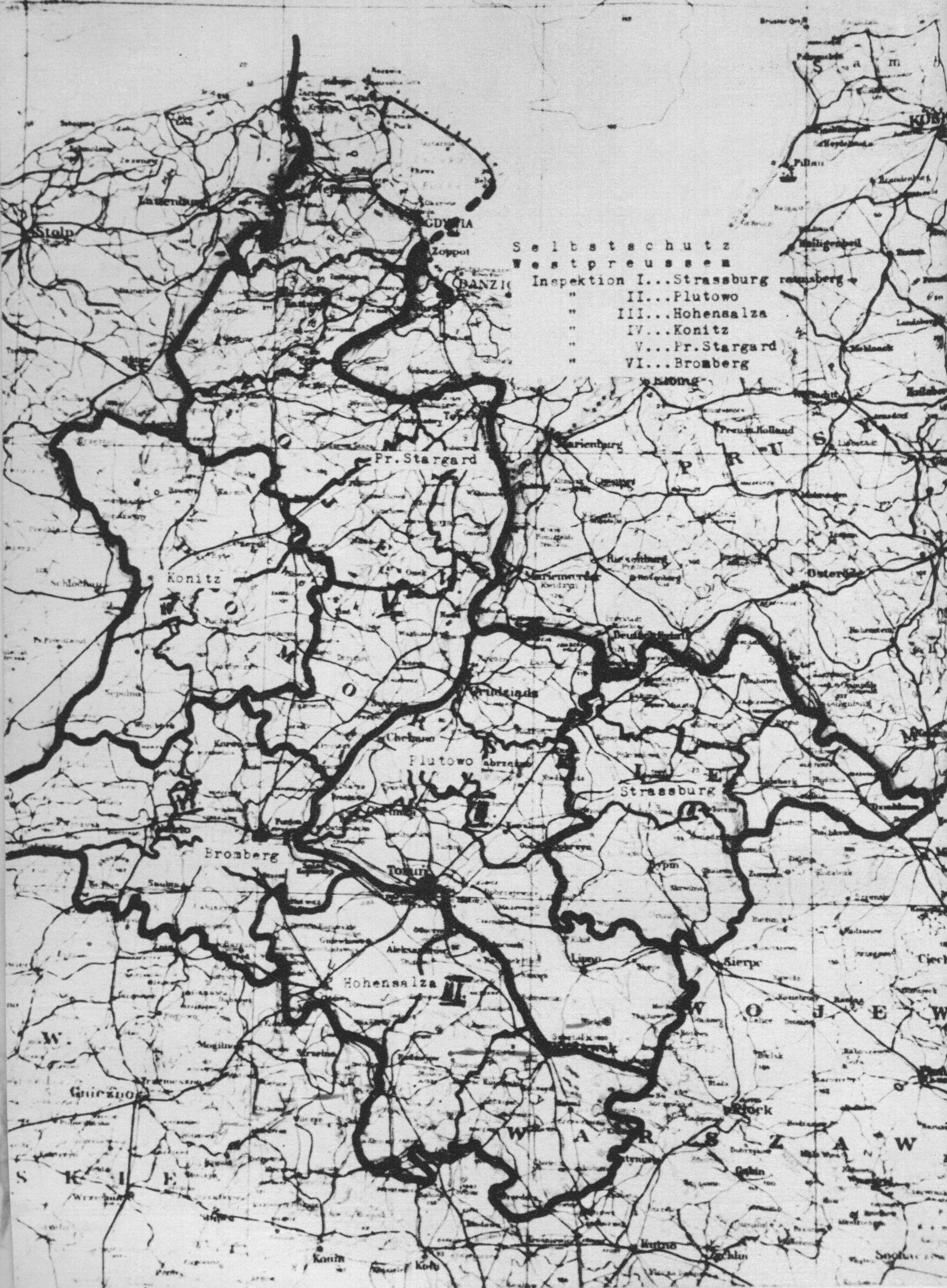
Niemiecka mapa przedstawiająca sieć inspektoratów Selbstschutz Westpreussen

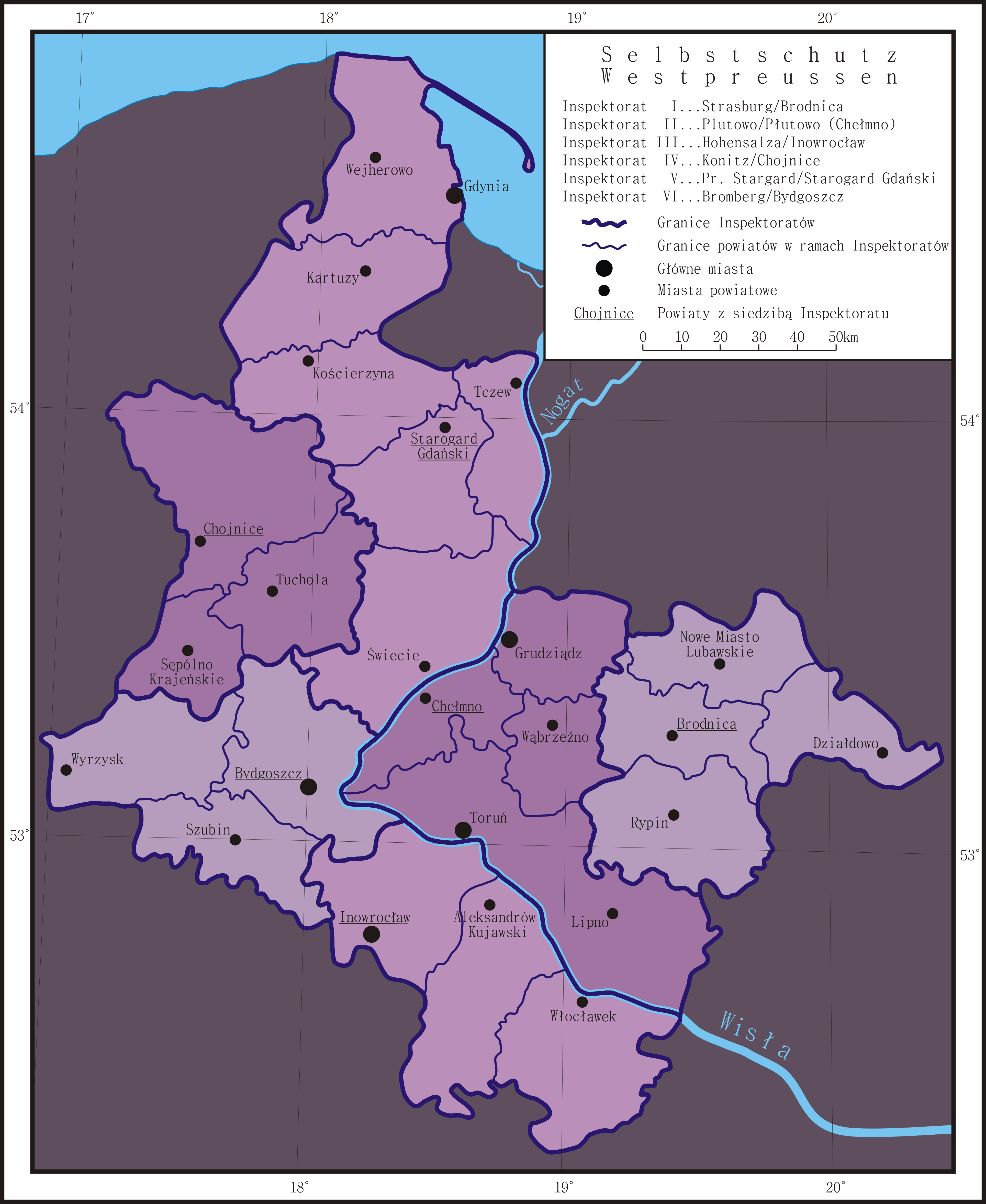
Sieć Inspektoratów Selbstschutz Westpreussen jesienią 1939 r

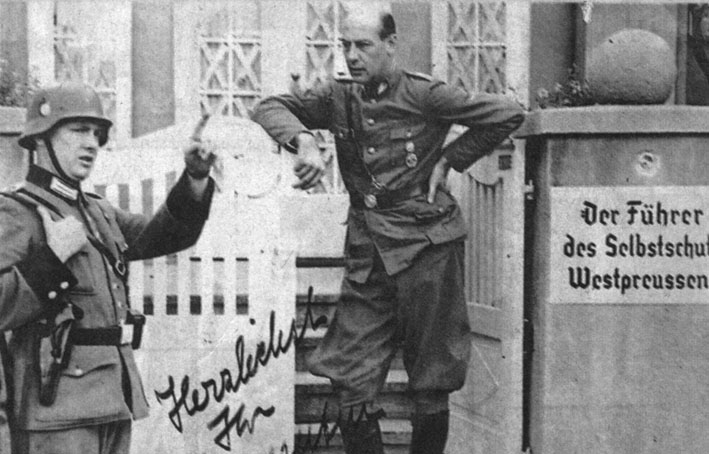
SS-Oberführer Ludolf-Hermann von Alvensleben przed kwaterą główną Selbstschutz Westpreussen w Bydgoszczy

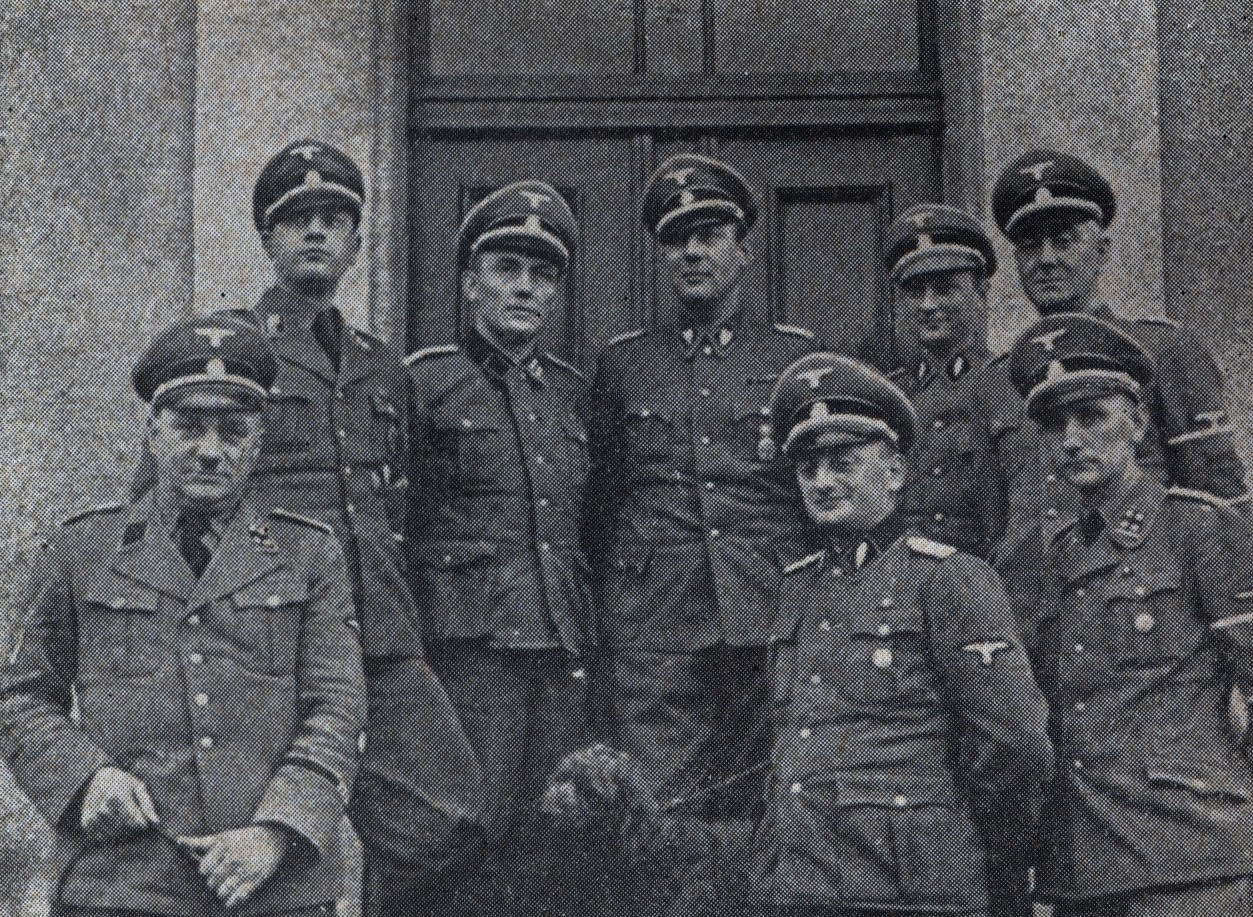
Grupowe zdjęcie dowódców Selbstschutz Westpreussen

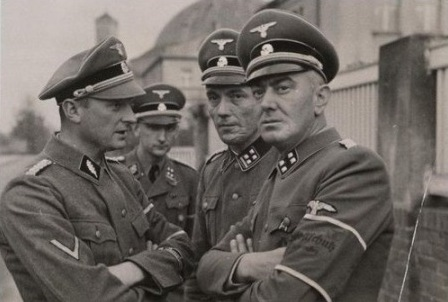
Dowódcy inspektoratów Selbstschutzu: SS-Standartenführer Ludolf-Jacob von Alvensleben, SS-Obersturmbannführer Erich Spaarmann, SS-Obersturmbannführer Hans Kölzow i SS-Sturmbannführer Christian Schnug

Selbstschutz działał przede wszystkim na terenach dawnego zaboru pruskiego, gdzie istniały największe skupiska mniejszości niemieckiej w Polsce. Liczbę członków organizacji ocenia się na od 82 000 do 100 000, z ogólnej populacji 740 000 Niemców w przedwojennej Polsce. Oznacza to, iż co dziesiąty przedstawiciel mniejszości niemieckiej w Polsce uczestniczył w zorganizowanym ugrupowaniu wrogim Polsce i dokonującym zbrodni na narodzie polskim. Te proporcje byłyby większe, gdyby uwzględnić tylko męską dorosłą część niemieckiej populacji.
Na mocy rozkazu Reichsführera SS Heinricha Himmlera Selbstschutz został podporządkowany dowództwu SS i podzielony na trzy okręgi:
- Okręg I Południowy – siedziba we Wrocławiu pod dowództwem Obergruppenführera SS Fritza Katzmanna,
- Okręg II Centralny – siedziba w Poznaniu pod dowództwem Oberführera SS Hansa Kelza,
- Okręg III Północny – siedziba w Gdańsku pod dowództwem Oberführera SS Ludolfa-Hermanna von Alvenslebena.

Najsilniejszą strukturą Selbstschutzu był Okręg Północny – tzw. Selbstschutz Westpreussen – obejmujący zasięgiem swojego działania całe przedwojenne województwo pomorskie oraz niektóre powiaty Wielkopolski. Wynikało to w pierwszym rzędzie z faktu, iż mniejszość niemiecka na tych terenach była stosunkowo liczna oraz bardzo dobrze zorganizowana. 24 września 1939 Selbstschutz Westpreussen liczył już 8038 członków, 30 września – 16 370, 28 października – 28 032, a 21 listopada – 38 279. Pomorski Selbstschutz był organizacyjnie podzielony na sześć inspektoratów:
Inspektorat I Brodnica (powiaty: Brodnica, Działdowo, Nowe Miasto, Rypin)
- na jego czele stali funkcjonariusze SS przysłani z terenów III Rzeszy SS-Standartenführer Aleksander von Woedtke (około 10.09– 24.09.1939 roku), SS-Obersturmführer Karl Heinz Paulsen (25.09–30.09.1939 roku), SS-Hauptsturmführer Wilhelm Wardemann (od 1.10 do rozwiązania struktury w 26.10.1939 roku).

Inspektorat II Płutowo (powiaty: Chełmno, Wąbrzeźno, Toruń i Lipno)
- pod dowództwem SS-Standartenführera Ludolfa-Jacoba von Alvenslebena

Inspektorat III Inowrocław (powiaty: Inowrocław, Aleksandrów Kujawski, Włocławek i częściowo Żnin)
- pod dowództwem SS-Obersturmbannführera Hansa Kölzowa

Inspektorat IV Chojnice (powiaty: Sępólno, Tuchola, Chojnice)
- pod dowództwem SS-Standartenführera Heinricha Moceka

Inspektorat V Starogard Gdański (powiaty: Świecie, Starogard Gdański, Kościerzyna, Tczew, Wejherowo)
- pod dowództwem SS-Sturmbannführera Josefa Meiera („Blutmeier”)

Inspektorat VI Bydgoszcz (powiaty: Szubin, Wyrzysk, częściowo Żnin, Bydgoszcz)
- pod dowództwem SS-Obersturmbannführera Ericha Spaarmanna zmienionego jesienią 1939 przez SS-Sturmbannführera Christiana Schnuga.

## Zbrodnie Selbstschutzu

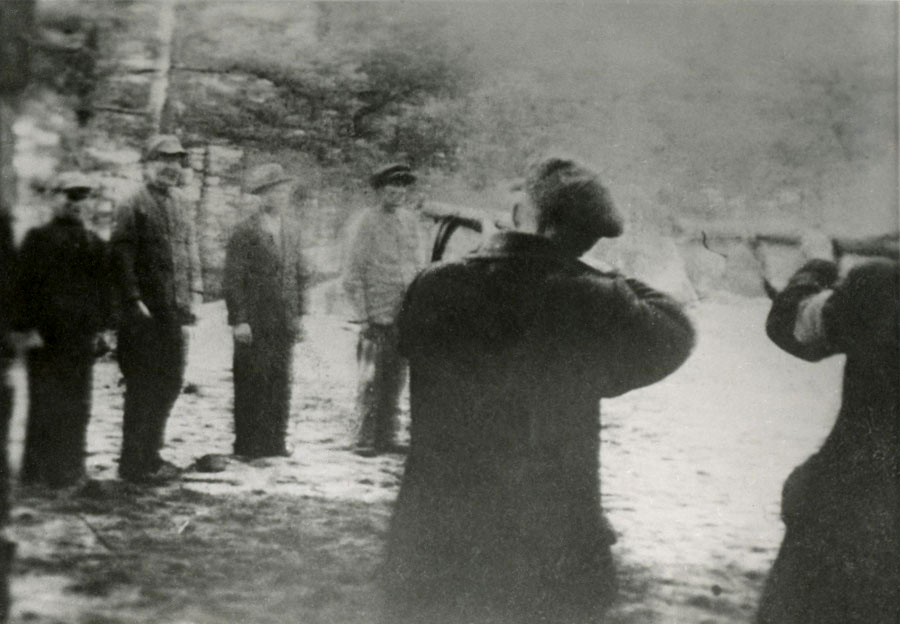
Egzekucja przeprowadzana przez Selbstschutz w Piaśnicy

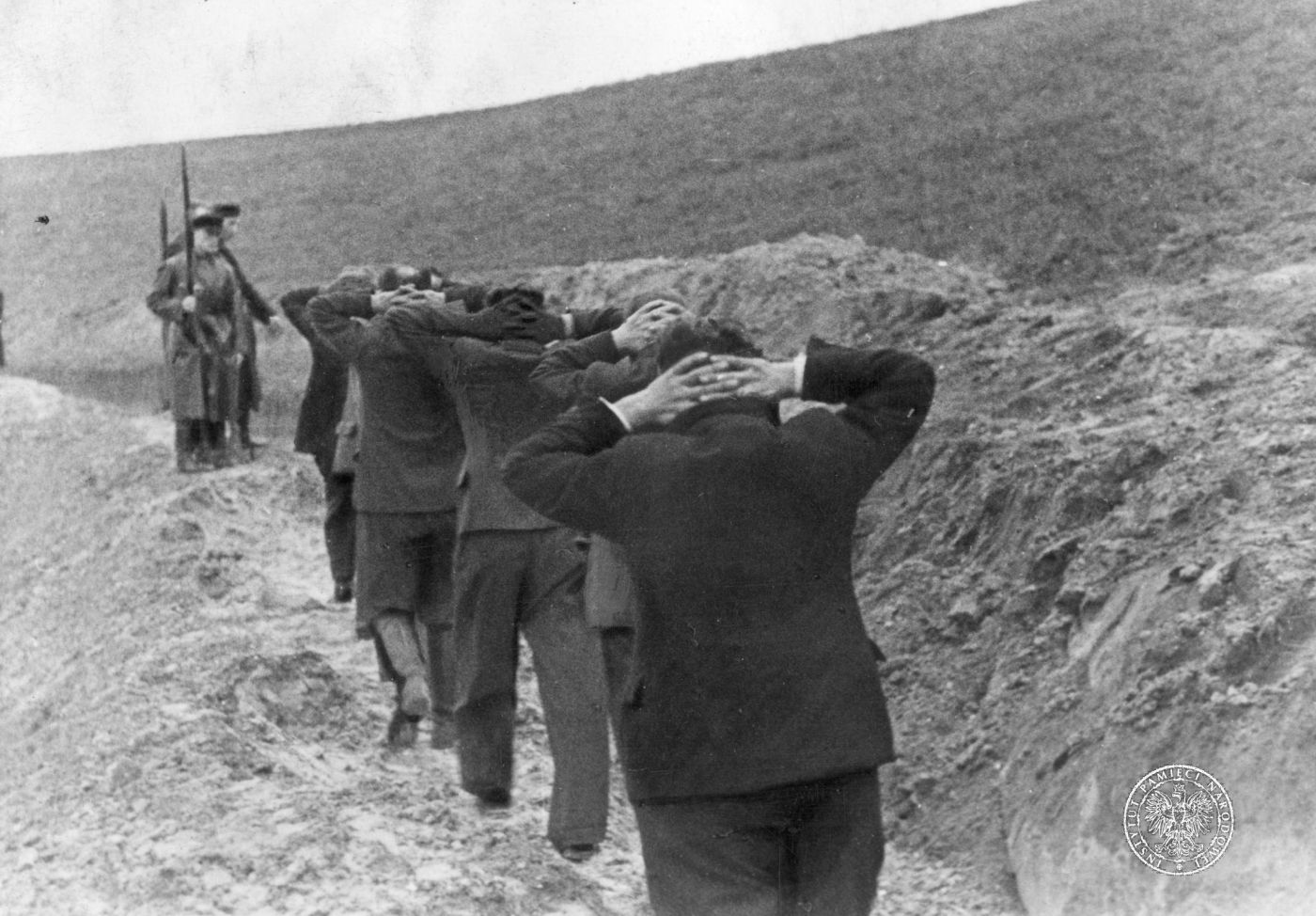
Członkowie Selbstschutzu prowadzący polskich nauczycieli na egzekucję w „Dolinie Śmierci” pod Bydgoszczą

Jesienią 1939 roku bojówki Selbstschutzu udzielały aktywnego wsparcia formacjom SS, policji niemieckiej i Wehrmachtu; prowadzącym działania represyjne w okupowanej Polsce – zwłaszcza na ziemiach wcielonych do Rzeszy. Kluczowy był zwłaszcza ich udział w eksterminacji tzw. „polskiej warstwy przywódczej” (inteligencja, duchowieństwo). Historycy oceniają, iż większość spośród ok. 50 000 Polaków zamordowanych podczas pierwszych tygodni okupacji niemieckiej to ofiary Selbstschutzu. Członkowie tej organizacji byli dla Polaków szczególnie niebezpieczni ze względu na doskonałą znajomość lokalnych stosunków i uwarunkowań społecznych. Ponadto działając w szeregach Selbstschutzu mogli oni uregulować wiele zadawnionych sąsiedzkich sporów i porachunków, jak również zagarnąć mienie należące do aresztowanych i mordowanych Polaków. Z tego względu w gronie ofiar Selbstschutzu znalazło się szczególnie wielu kupców, rzemieślników i rolników. Prywatne porachunki i samowolę ułatwiał fakt, że do zatrzymania „wrogo nastawionego” Polaka wystarczało zwykle świadectwo 2-3 volksdeutschów.
Najwięcej ofiar miał na swoim koncie Selbstschutz Westpreussen. Czesław Łuczak zauważył, że nazistowskie władze Wolnego Miasta Gdańska „doprowadziły wspólnie z niektórymi przywódcami mniejszości niemieckiej w Polsce do rozpasania wśród poważnej części zamieszkałych przed 1 września 1939 r. na tym obszarze Niemców mściwej, fanatycznej nienawiści oraz zawziętej wrogości wobec Polski i Polaków”. Antypolskie nastroje wśród volksdeutschów były podsycane w szczególności opowieściami o rzekomych okrutnych prześladowaniach, których przed wybuchem wojny oraz w pierwszych dniach kampanii wrześniowej miała doznawać zamieszkująca Polskę niemiecka mniejszość narodowa. W tym kontekście wskazywano przede wszystkim na wydarzenia tzw. bydgoskiej „krwawej niedzieli” (niem. Bromberger Blutsonntag) z 3-4 września 1939, które w polskiej historiografii są opisywane jako krwawe stłumienie przez wojsko polskie niemieckiej akcji dywersyjnej w mieście, a w niemieckiej – jako pogrom tamtejszych volksdeutschów. Goebbelsowska propaganda dołożyła wielu starań, aby wydarzenia w Bydgoszczy zostały przedstawione w sposób poruszający i stanowiły propagandowe uzasadnienie dla nazistowskiej polityki eksterminacyjnej prowadzonej na okupowanym Pomorzu. Już 5 października 1939 Ludolf von Alvensleben zameldował Berlinowi, że „sięgnięcie po najostrzejsze środki okazało się konieczne w stosunku do 4247 byłych polskich obywateli”.
Jeżeli na danym terenie struktury Selbstschutzu miały charakter scentralizowany oraz pozostawały pod nadzorem przybyłych z Rzeszy funkcjonariuszy niemieckich służb bezpieczeństwa, to masowych morderstw dokonywano w sposób „planowy” – zwykle w jednym lub dwóch specjalnie wyznaczonych w tym celu miejscach. W przypadku rozproszenia organizacyjnego i względnej samodzielności lokalnych bojówek, miejsc egzekucji było zazwyczaj kilkanaście lub kilkadziesiąt. Na szeroką skalę dochodziło wówczas także do załatwiania przez volksdeutschów osobistych porachunków z Polakami. W efekcie sami Niemcy określali niektóre spośród przeprowadzanych przez Selbstschutz egzekucji mianem „nielegalnych rozstrzeliwań”. Największymi zbrodniami dokonanymi przez Selbstschutz – samodzielnie lub przy współpracy z formacjami SS i policji niemieckiej – były:
- masowe egzekucje w Piaśnicy k. Wejherowa (12 000 – 14 000 ofiar);
- masowe egzekucje w Mniszku-Grupie k. Świecia (według niektórych źródeł[29] do 10 000 ofiar);
- masowe egzekucje w Lesie Szpęgawskim k. Starogardu Gdańskiego (5000 – 7000 ofiar);
- udział w masowych represjach wobec ludności Bydgoszczy, a w szczególności w zbiorowych egzekucjach przeprowadzanych w Tryszczynie i „Dolinie Śmierci” pod Fordonem (łącznie nawet do 5000 ofiar)[30][31];
- egzekucje w lesie Rybieniec pod wsią Klamry w powiecie chełmińskim (ok. 2000 ofiar);
- egzekucje w Łopatkach koło Wąbrzeźna (od 1000 do 2000 ofiar);
- egzekucje na terenie „Domu Kaźni” w Rypinie oraz w pobliskich lasach skrwileńskich i rusinowskich (nawet do 2000 ofiar);
- egzekucje w lesie Barbarka pod Toruniem (od 600 do 1200 ofiar);
- egzekucje w kopalni piasku pod wsią Małe Czyste w powiecie chełmińskim (od 400 do 800 ofiar);
- masowe egzekucje w lasach pod Skarszewami oraz innych miejscowościach powiatu kościerskiego (ok. 600 ofiar);
- egzekucje w „Dolinie Śmierci” pod Chojnicami (ok. 500 ofiar);
- egzekucje w lesie Birkenek pod Brodnicą[32] (ok. 400–500 ofiar);
- zbrodnia w Rudzkim Moście pod Tucholą (335 ofiar);
- udział w masowych represjach wobec ludności Grudziądza (co najmniej 300 ofiar);
- egzekucje w Paterku k. Nakła (ok. 200 ofiar);
- egzekucje w Białochowie w powiecie grudziądzkim (ok. 200 ofiar);
- egzekucje w parowie pod wsią Płutowo w powiecie chełmińskim (ok. 200 ofiar).

Szczególnie okrutnie zbrodnie miały miejsce w organizowanych przez Selbstschutz aresztach i prowizorycznych obozach koncentracyjnych. Na okupowanym Pomorzu istniało ich 19. Znajdowały się one w następujących miejscowościach: Bydgoszcz, Brodnica, Chełmno, Dorposz Szlachecki, Kamień Krajeński, Karolewo, Lipno, Łobżenica, Nakło nad Notecią, Nowy Wiec k. Skarszew, Nowe nad Wisłą, Piastoszyn, Płutowo, Sępólno Krajeńskie, Solec Kujawski, Tuchola, Wąbrzeźno, Wolental k. Skórcza, Wyrzysk. W miejscach tych – wedle słów prof. Włodzimierza Jastrzębskiego – „okrucieństwo konkurowało z samowolą”. Polacy i Żydzi więzieni w obozach Selbstschutzu byli torturowani i mordowani w najbrutalniejszy sposób. Relacje świadków mówią m.in. o nagminnych przypadkach gwałtów na kobietach i dziewczynkach, dobijaniu rozstrzeliwanych za pomocą łopat, czy zakopywaniu ich żywcem. Bywało, iż matki zmuszano do układania w wykopanych dołach swoich dzieci. Najgorszą sławę zdobyły sobie zwłaszcza obozy Selbstschutzu w Karolewie k. Więcborka, Radzimiu k. Kamienia Krajeńskiego oraz Górce Klasztornej k. Łobżenicy.
Alvensleben uskarżał się do oficerów Selbstschutzu, że zbyt mało Polaków zostało zastrzelonych (niemieccy oficerowie donosili, że tylko „część” Polaków została „zniszczona” w rejonie, podając 20 000 jako liczbę zamordowanych w Prusach Zachodnich). Dowódca Selbstschutzu w Karolewie Wilhelm Richardt orzekł, iż nie chce budować zbyt dużych obozów dla Polaków i ich karmić, i że to honor dla Polaków, iż ich trupy będą nawozem dla niemieckiej ziemi. Wśród członków Selbstschutzu nie było sprzeciwu lub braku entuzjazmu wobec podjętych działań. Jeden dowódca został zwolniony ze służby po tym, jak nie zagarnął wszystkich wymaganych Polaków i dokonał egzekucji „zaledwie” 300 osób. Nawet dowództwo SS było jednak momentami zaniepokojone brutalnością i samowolą Selbstschutzu. SS-Gruppenführer Heydrich był zmuszony przyznać, że: „Selbstschutz już na samym początku (…) dopuścił się okropnych, wymykających się spod kontroli aktów zemsty” (notatka z 2 lipca 1940).

## Rozwiązanie Selbstschutzu

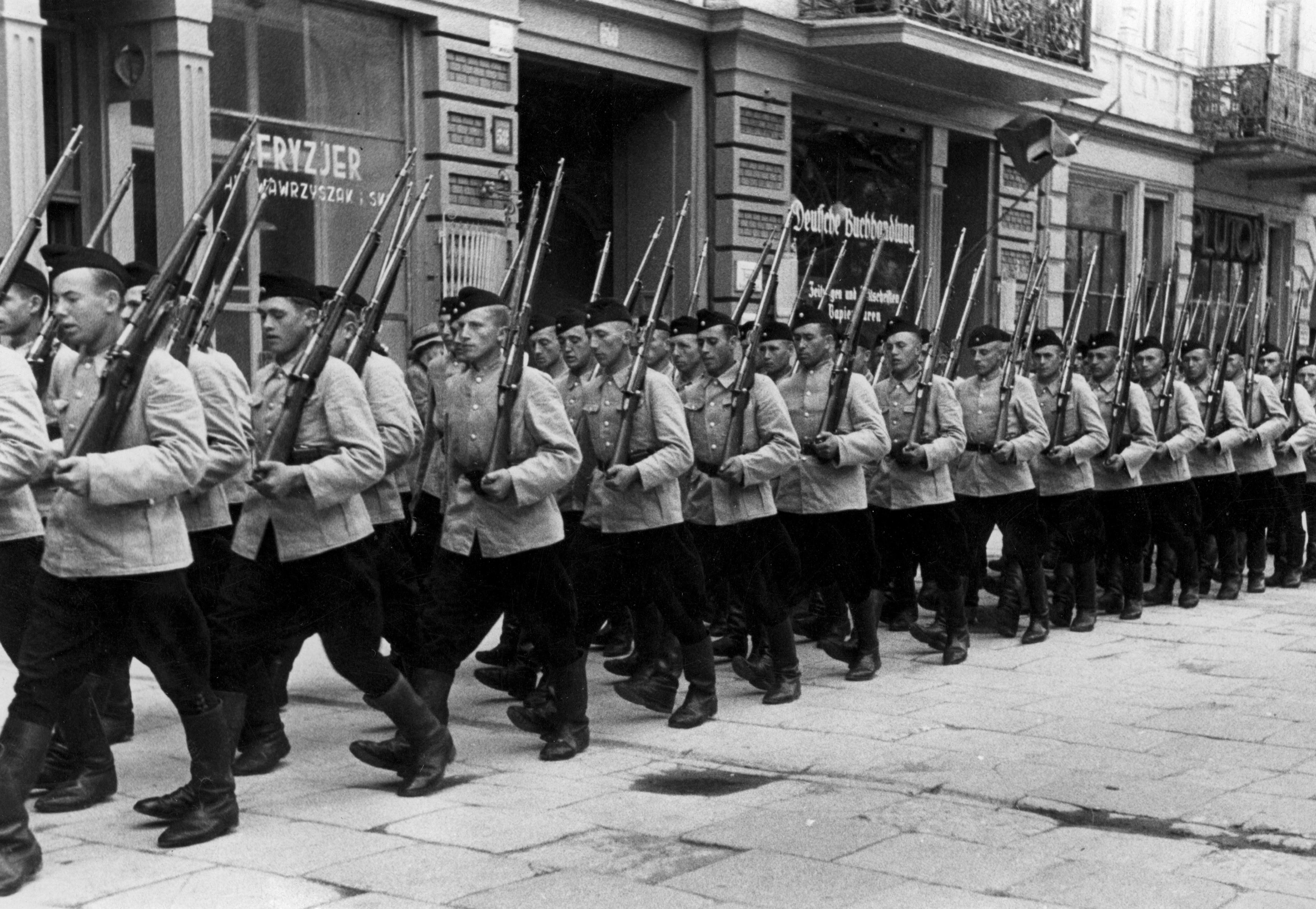
Oddział Sonderdienstu rekrutowany z członków Selbstschutzu w 1940 roku w Krakowie

Samowola członków Selbstschutzu oraz skala czystek etnicznych przez nich podejmowanych bez uzgodnienia z SS, zaniepokoiła dowództwo niemieckiej policji oraz okupacyjnych władz.
Gubernator Hans Frank, na konferencji w dn. 27 czerwca 1940 r. w Krakowie, stwierdził, że „jest rzeczą niedopuszczalną, żeby formacja ta śmiała uważać się za niemiecką policję i dokonywała egzekucji na własną rękę, bez udziału SS i policji”. Na bazie tego poglądu podjął 12 lipca 1940 r. decyzję o rozwiązaniu Selbstschutzu na obszarze Generalnego Gubernatorstwa. Pozostawiono jednak całą kadrę Okręgu (okręg III – Południowy), a kierującego nim SS-Führera Ludolfa Alvenslebena przeniesiono do sztabu Obergruppenführer SS Friedricha Krügera.
W momencie likwidacji Selbstschutz liczył na Pomorzu – 38 000, w Kraju Warty – 11 713 osób. Po rozwiązaniu Selbstschutzu z jego członków Hans Frank utworzył Sonderdienst (zwany prywatną policją Hansa Franka) działającą do końca wojny na terenie Generalnego Gubernatorstwa w latach 1940–1944. Organizacja używana była m.in. do ściągania obowiązkowych kontyngentów, wysiedleń ludności polskiej i żydowskiej, pacyfikacji wsi, zwalczania partyzantów, a także brała czynny udział w akcjach represyjnych i eksterminacyjnych.

## Powojenne losy członków Selbstschutzu

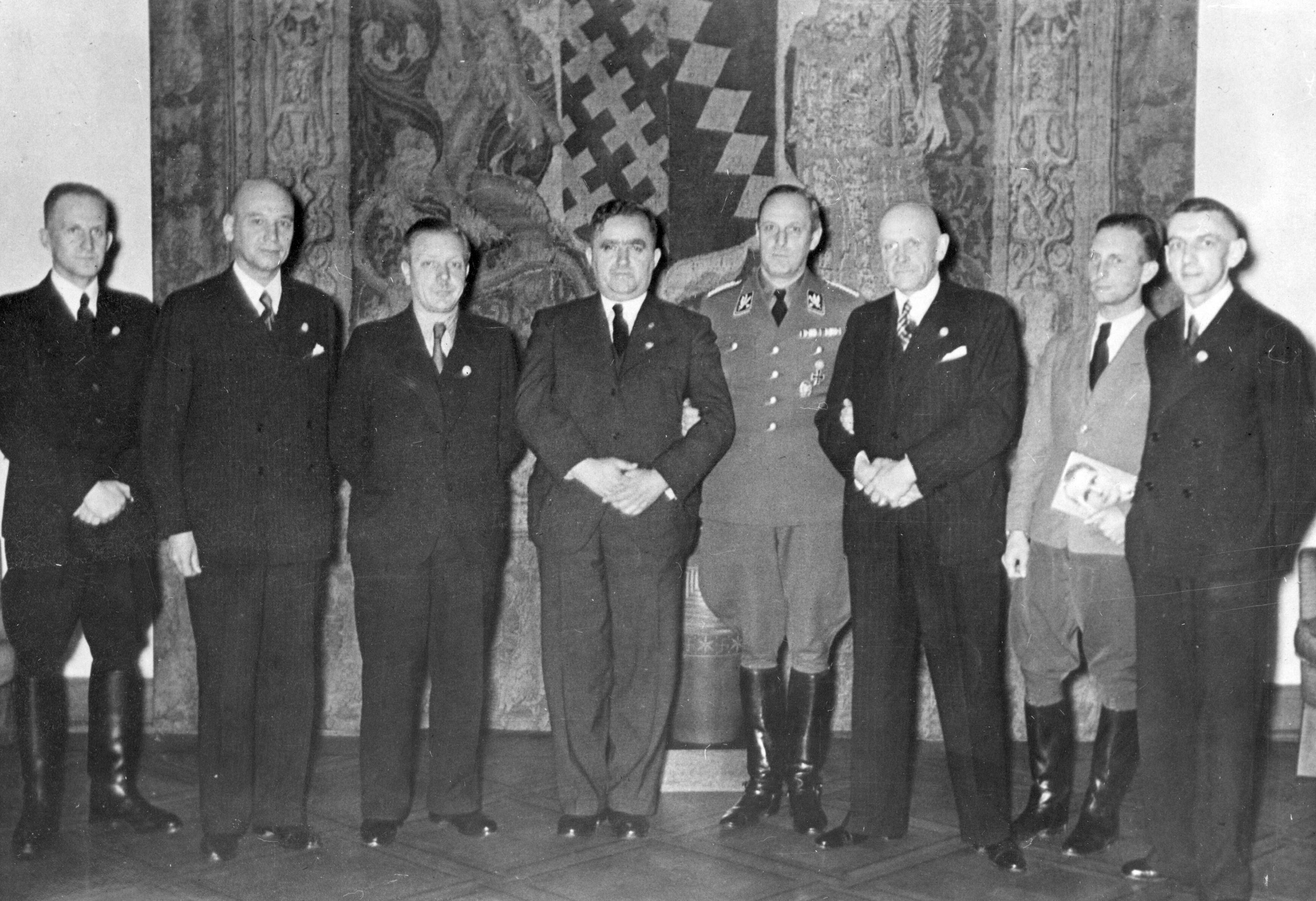
Grupa volksdeutschów z Polski po otrzymaniu z rąk Adolfa Hitlera złotych odznak NSDAP za zasługi dla III Rzeszy we wrześniu 1939. Od lewej: Ludwig Wolff z Łodzi, Otto Ulitz z Katowic, gauleiter Josef Wagner z Wrocławia, burmistrz Rudolf Wiesner z Bielska-Białej, SS-Obergruppenführer Werner Lorenz, senator Erwin Hasbach z Ciechocinka, baron Gero von Gersdorff z Wielkopolski, Weiss z Jarocina

Istnienie tak dużej paramilitarnej organizacji utworzonej z mniejszości niemieckiej na terenie Polski, która działała na jej szkodę i dokonywała zbrodni na obywatelach polskich było jednym z powodów, dla których w 1945 roku znaczna część członków niemieckiej mniejszości w Polsce została wysiedlona do Niemiec.
Po wojnie niektórzy członkowie Selbstschutzu zostali pociągnięci do odpowiedzialności za zbrodnie popełnione jesienią 1939. Przed polskimi sądami stanęli m.in.: Friedrich Freimann – okupacyjny burmistrz Pucka (kara śmierci), Artur Marter – okupacyjny burmistrz Starogardu (zmarł w więzieniu), Harry Schulz – komendant obozu Selbstschutzu w Górce Klasztornej (kara śmierci), Wilhelm Heinz Borman – szef placówki Selbstschutzu w Kowalewie Pomorskim (kara śmierci) oraz pewna liczba szeregowych członków Selbstschutzu. W 1957 w Niemczech Zachodnich aresztowano Günthera Modrowa – okupacyjnego starostę i dowódcę Selbstschutzu w powiecie kościerskim (odebrał sobie życie w areszcie śledczym jeszcze przed rozpoczęciem procesu). W 1965 wschodnioniemiecki sąd skazał na karę dożywotniego pozbawienia wolności Wilhelma Papke – przywódcę Selbstschutzu w Klamrach. W tym samym roku w zachodnioniemieckim Mannheim sądzeni byli również SS-Standartenführer Heinrich Mocek (szef Inspektoratu Selbstschutzu w Chojnicach) oraz SS-Standartenführer Wilhelm Richardt (szef struktur Selbstschutzu w powiatach tucholskim i sępoleńskim). Obaj zostali skazani na karę dożywotniego pozbawienia wolności.
Wielu członków Selbstschutz nie poniosło jednak kary za popełnione w Polsce zbrodnie. Przywódca pomorskiego Selbstschutzu, Ludolf von Alvensleben, po zakończeniu wojny zbiegł do Argentyny, gdzie nigdy nie osądzony spędził resztę życia. Ponadto jak twierdzi Dieter Schenk, zachodnioniemiecki wymiar sprawiedliwości świadomie i z własnej woli przyzwolił na uniknięcie kary przez wielu zbrodniarzy. Wskazuje na to statystyka. W akcjach eksterminacyjnych prowadzonych na samym tylko Pomorzu (przełom 1939/40) brało udział około 20 000 niemieckich sprawców, z których 1701 zostało zidentyfikowanych z nazwiska w 258 śledztwach, prowadzonych po wojnie w Niemczech Zachodnich. Z tej liczby 233 śledztwa zostały umorzone. Tylko w dwunastu wypadkach doszło do procesów, w których skazano zaledwie 10 sprawców – w tym 5 członków Selbstschutzu. W 1959 sąd przysięgłych w Gießen uniewinnił sześciu członków Selbstschutzu z placówki Skarszewy/Nowy Wiec. W uzasadnieniu stwierdzono, że oskarżeni działali pod przymusem przełożonych oraz nie byli w stanie samodzielnie ocenić, czy rozkaz zabijania Polaków był sprzeczny z prawem. Postępowanie przeciwko dowódcom bydgoskiego Selbstschutzu – Erichowi Spaarmannowi (szefowi inspektoratu) i Josefowi Meierowi (dowódcy struktur powiatowych, zwanemu „krwawym Meierem”) – umorzono w maju 1963. W 1965 prokuratura w Monachium wnioskowała z kolei o zaprzestanie ścigania byłego kierownika powiatowej organizacji NSDAP i nadburmistrza Bydgoszczy, Wernera Kampego, dzięki czemu mógł on nadal prowadzić działalność gospodarczą jako przedstawiciel towarzystwa ubezpieczeniowego. W 1969 w Berlinie Zachodnim sądzono Karla Friedricha Straussa – komendanta obozu dla internowanych w toruńskim Forcie VII, kierującego zbiorowymi egzekucjami w lesie Barbarka. Trwający od 4 do 27 czerwca 1969 proces zakończył się uniewinnieniem oskarżonego, co sąd uzasadnił twierdzeniem, iż Strauss jedynie wykonywał rozkazy przełożonych.
Wielu byłych działaczy Selbstschutzu zrobiło w Niemczech kariery w lokalnych władzach CDU lub CSU albo w Ziomkostwach i Związku Wypędzonych. Przykładem może być tutaj Erik von Witzleben pierwszy kierownik nazistowskiej organizacji działającej na terenie II RP Zjednoczenia Niemieckiego, który był dowódcą pomorskiego Selbstschutzu. Witzleben za swoje zasługi dla III Rzeszy podczas kampanii wrześniowej w Polsce na wniosek Reinharda Heydricha mianowany został Sturmbannführerem SS. Po wojnie w latach 1949–1956 był przewodniczącym Ziomkostwa Prus Zachodnich w Niemczech (niem. Landsmannschaft Westpreußen) i jednym z sygnatariuszy tzw. „Karty Wypędzonych”. Po jego śmierci w 1958 roku jego nazwiskiem nazwano Fundację Ziomkostwa Prus Zachodnich.